# Frederic al IV-lea, Duce de Saxa-Gotha-Altenburg
Frederic al IV-lea, Duce de Saxa-Gotha-Altenburg (28 noiembrie 1774 – 11 februarie 1825), a fost ultimul duce de Saxa-Gotha-Altenburg.

## Biografie
A fost al treilea fiu al lui Ernst al II-lea, Duce de Saxa-Gotha-Altenburg și a soției sale, Prințesa Charlotte de Saxa-Meiningen, fiica Ducelui Anton Ulrich de Saxa-Meiningen.
Fratele său cel mare a murit la vârsta de 9 ani în 1779, astfel că cel de-al doilea frate, August, a devenit moștenitor al ducatului. În 1804, după decesul tatălui lor, August a devenit duce de Saxa-Gotha-Altenburg iar Frederic moștenitor al ducatului deoarece August a avut un singur copil, o fiică, Prințesa Louise (care va deveni mama Prințului Albert soțul reginei Victoria).
În 1822, în urma decesului fratelui său August, Frederic a moștenit ducatul de Saxa-Gotha-Altenburg. A domnit numai trei ani și a murit necăsătorit; cu el, linia de Saxa-Gotha-Altenburg s-a sfârșit. După decesul său, teritoriile sale au fost repartizate între rudele sale din Casa de Wettin. Ernst I de Saxa-Coburg-Saalfeld a primit Gotha și și-a schimbat titlul în Duce de Saxa-Coburg și Gotha, deși cele două ducate au rămas punct din punct de vedere tehnic separate. Ducele de Saxa-Hildburghausen a primit Altenburg și și-a schimbat titlul în Duce de Saxa-Altenburg.

## Arbore genealogic
1. ↑  Find a Grave, accesat în 28 noiembrie 2024